# Campiglia Marittima (stacja kolejowa)
Campiglia Marittima (wł. Stazione di Campiglia Marittima) – stacja kolejowa w Campiglia Marittima, w prowincji Livorno, w regionie Toskania, we Włoszech. Znajduje się na linii Piza – Rzym. Faktycznie stacja znajduje się w miejscowości Venturina Terme.
Według klasyfikacji RFI ma kategorię brązową.

## Linie kolejowe
- Linia Piza – Rzym
- Linia Campiglia Marittima – Piombino

## Połączenia
Wszystkie pociągi regionalne i ekspresy regionalne zatrzymują się tutaj, jak również niektóre pociągi InterCity i Frecciabianca. Jest również stacją końcową dla niektórych pociągów, zwłaszcza z Florencji, Pizy i Piombino.

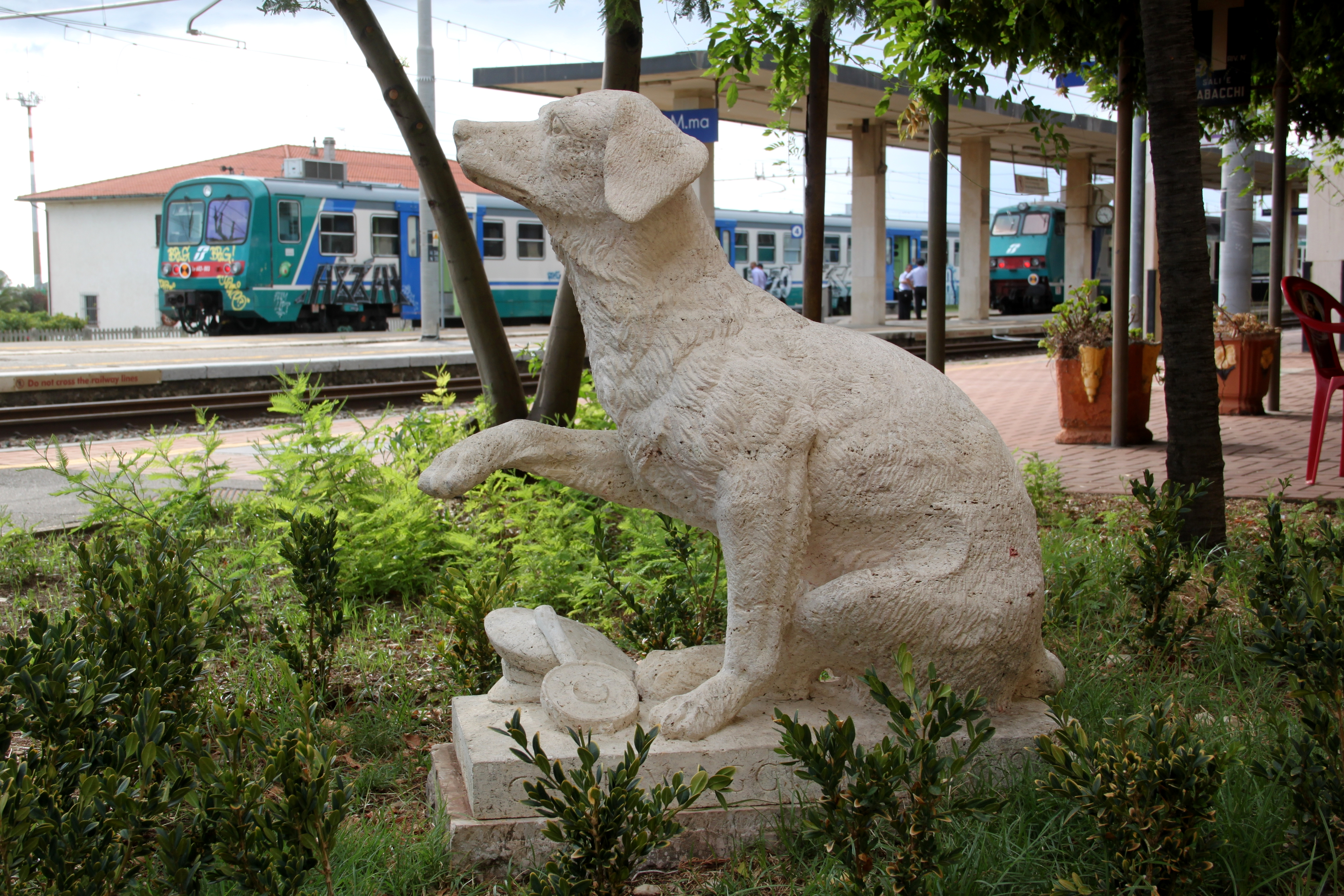
Pomnik psa Lampo na stacji Campiglia Marittima